# 멜로디 블랙버드

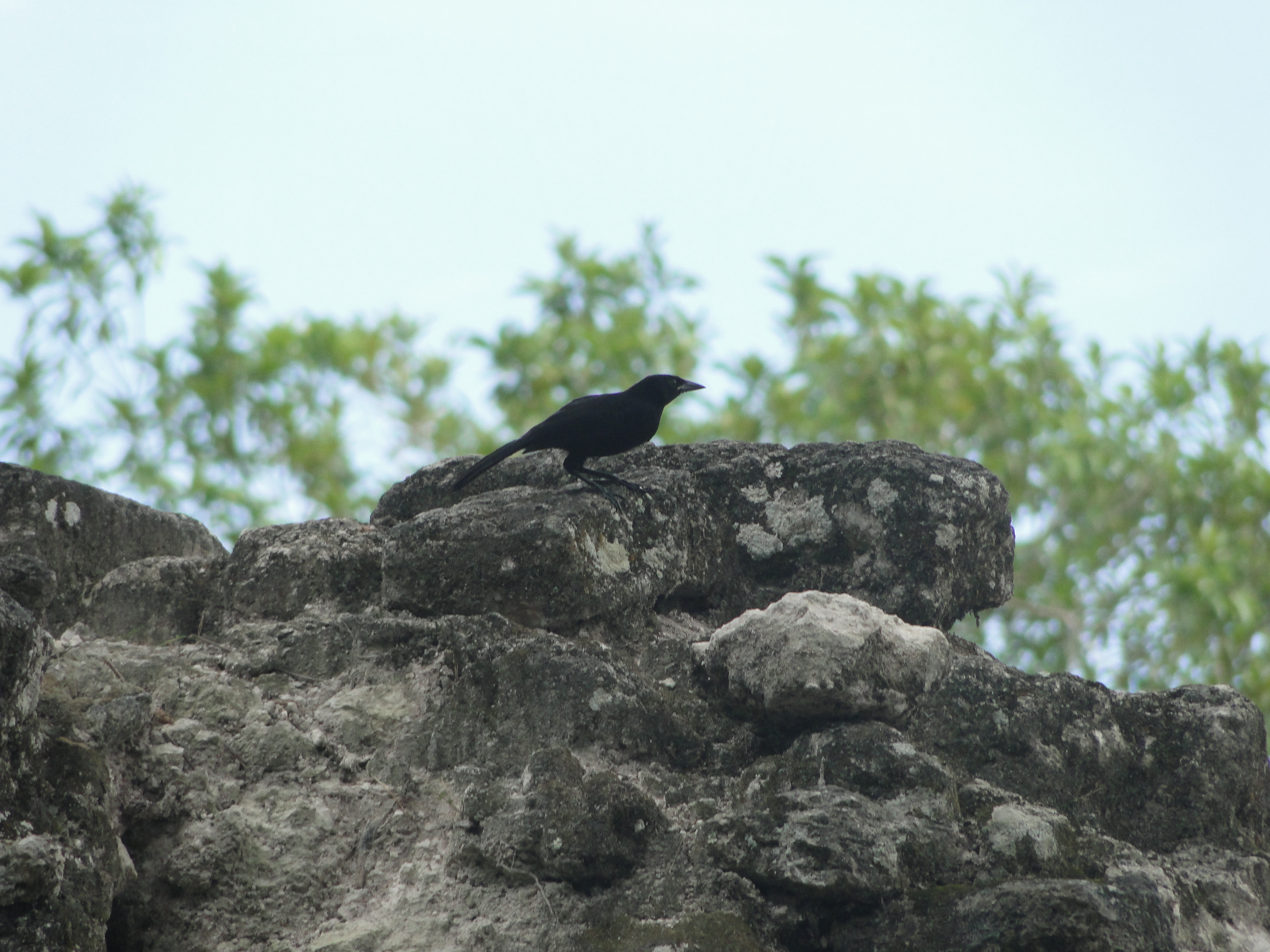
벨리즈의 성인 새

멜로디 블랙버드 ( Dives dives )는 신세계 열대새 이다 .

## 설명
성체는 둥근 꼬리를 가진 중간 크기의 검은새이다. 수컷은 25.5 센티미터 (10.0 in) 길고 무게는 108 그램 (3.8 oz) . 암컷은 23 센티미터 (9.1 in) 이에요 길고 무게는 95 그램 (3.4 oz) . 성체의 깃털은 전체적으로 검은색이며 푸른 빛을 띤 광택이 있으며, 부리, 다리, 발도 검은색이다. 홍채는 갈색이다. 암컷은 수컷과 똑같은 깃털을 가지고 있다. 새끼 새들은 갈색을 띤 검정색이며 무지개 빛이 없다. 아종은 없다.

### 목소리
이 노래는  듀엣으로, 시음 표와 함께 위트 와 북부 추기경 같은 휘파람 소리가 이어진다. 금속성 puitt라고 부른다. 이 새의 특징적인 특징 중 하나는 남쪽 미국 지역에서 발견되는 다른 찌르레기와 달리 부드러운 울림을 가진 아름다운 노래를 부른다는 것이다. 이 새는 목소리가 매우 낭만적이며 고요한 숲이나 정글에서 그 노래를 듣는 것은 특별한 경험이 될 수 있다.

## 분포 및 서식지
D. dives는 멕시코 동부 해안과 남동부에서 코스타리카에 이르는 상주 거주지이다. 그 범위가 확대되고 있다. 엘살바도르는 1950년대에 식민지화되었고, 과테말라 동부는 1960년대에 식민지화되었다. 1989년 이전에는 코스타리카의 기록이 단 하나뿐이었으나 이제는 적어도 산호세 만큼 남쪽으로 쉽게 볼 수 있으며 파나마를 식민지화할 것으로 예상된다.
아름다운 검은새는 다양한 서식지에 서식하지만 울창한 숲과 덤불에는 살지 않는다. 인간 거주에 적응했으며 정원과 잔디밭에서 볼 수 있다. 이 아름다운 검은새는 주로 땅에서 곤충을 사냥하지만 감보림보( Bursera simaruba ) 및 트로피스 라세모사 ( Trophis racemosa )의 열매와 같은 다른 식물뿐만 아니라 꿀과 익어가는 옥수수 귀도 섭취한다.

## 행동

### 번식
"Melodious Blackbird"나 다른 찌르레기 종들의 번식 방법은 대부분의 찌르레기와 비슷하다. 여기에는 일반적으로 다음과 같은 단계가 포함된다:
이 새는 영역성이 매우 높으며, 성체는 브라운어치 와 같은 포식자를 공격하지만, 둥지를 틀기 전에는 작은 무리가 형성된다. 번식 쌍은 각각의 새가 꼬리를 펼치고, 날개를 펼치고, 깃털을 휘날리는 모습을 선보일 것이다.
남녀 모두 식물 재료로 컵 둥지를 만든다 3–7 미터 (9.8–23.0 ft) 덤불이나 나무 높이에 진흙과 배설물을 깔아 놓는다. 암컷은 갈색 얼룩이 있는 파란색 알 3~4개를 낳는데, 수컷은 새끼에게 먹이를 주는 일을 돕지만 알은 암컷 혼자 품는다. 이 종은 까마귀새 에 의해 기생하는 것으로 알려져 있지 않으며 아마도 이것이 성공에 기여한 것으로 추정된다.

## 상태
이 종은 삼림벌채 로 이익을 얻었고, 이로 인해 적절한 서식지가 만들어지면서 급속한 서식지 확장이 가능해졌다.